# Белый Король

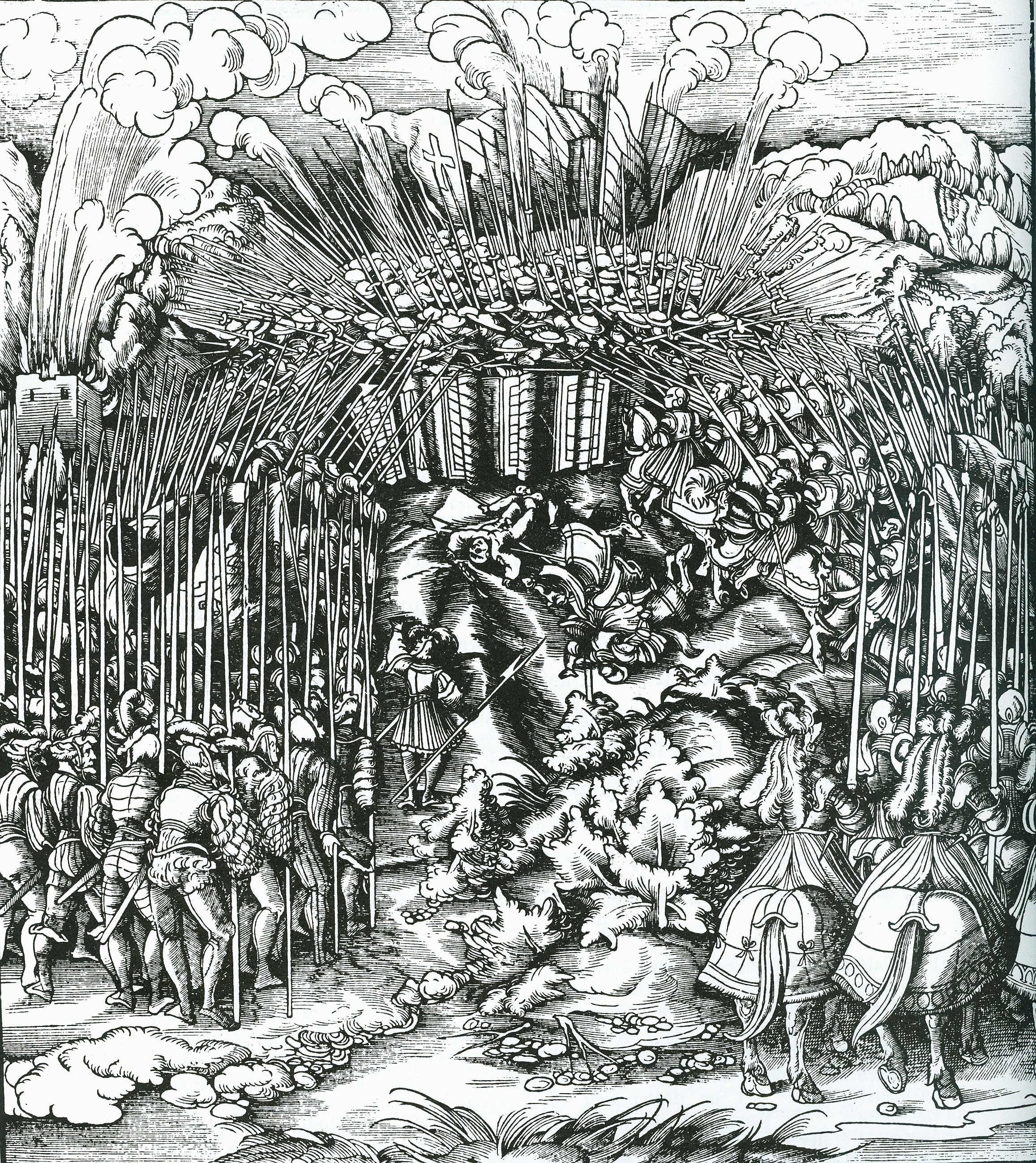
Иллюстрация батальных сцен

Бе́лый Коро́ль (нем. Der Weisskunig) — рыцарский роман и одновременно завуалированная биография императора Священной Римской империи Максимилиана I (1486—1519), написанная на немецком языке императором Максимилианом и его секретарём с 1505 по 1516 год. В этом произведении Максимилиан предстает читателям как «молодой» Белый Король, его отец Фридрих III представлен как «старый» Белый Король.
Рукопись книги содержала 251 иллюстрацию гравюр по дереву, изготовленных в Аугсбурге с 1514 по 1516 год художниками Хансом Бургкмайром и Леонгардом Беком. Произведение не было завершено и было издано только в 1775 году.

## История
Максимилиан I и его отец Фридрих III были представителями династии Габсбургов, императоров Священной Римской империи. В 1486 году Максимилиан был избран римским королём и стал преемником своего отца, скончавшегося в 1493 году.
В XVI веке были в моде мемуарные писания: мемуары писали бургундский гофмаршал Оливье де ла Марш, советник Людовика XI Филипп де Коммин и др.
Для прославления деяний Максимилиана и его жизнеописания были привлечены известные ученые и художники. Ими были подготовлены произведения Gedechtnus («Мемориал»), включающие в себя серию стилизованных автобиографических сочинений, произведения Der Weisskunig и Theuerdank.
Название произведения Weisskunig имеет разный смысл. Слово Weiss в переводе с немецкого означает белый, слово Kunig — король. Но слово Weise также означает мудрый, то есть второй смысл названия произведения — «Мудрый король». Слово Weise имеет значение и — «волхв», мудрец, который пришел поклониться младенцу Христу. Третий смысл названия — «Король-волхв», то есть вся его жизнь героя подчинена поклонению Христу. Кроме того, белый цвет, являющийся геральдическим и соответствующий «геральдическому металлу», которых всего два — золото и серебро. Золото обозначается желтым цветом, а серебро обозначается белым. Это значит, что «Weisskunig» — серебряный король, то есть он стоит выше остальных королей, которые обозначены через геральдические и не геральдические цвета, животных и предметы. Золотого (желтого) короля в произведении нет.

## Публикации

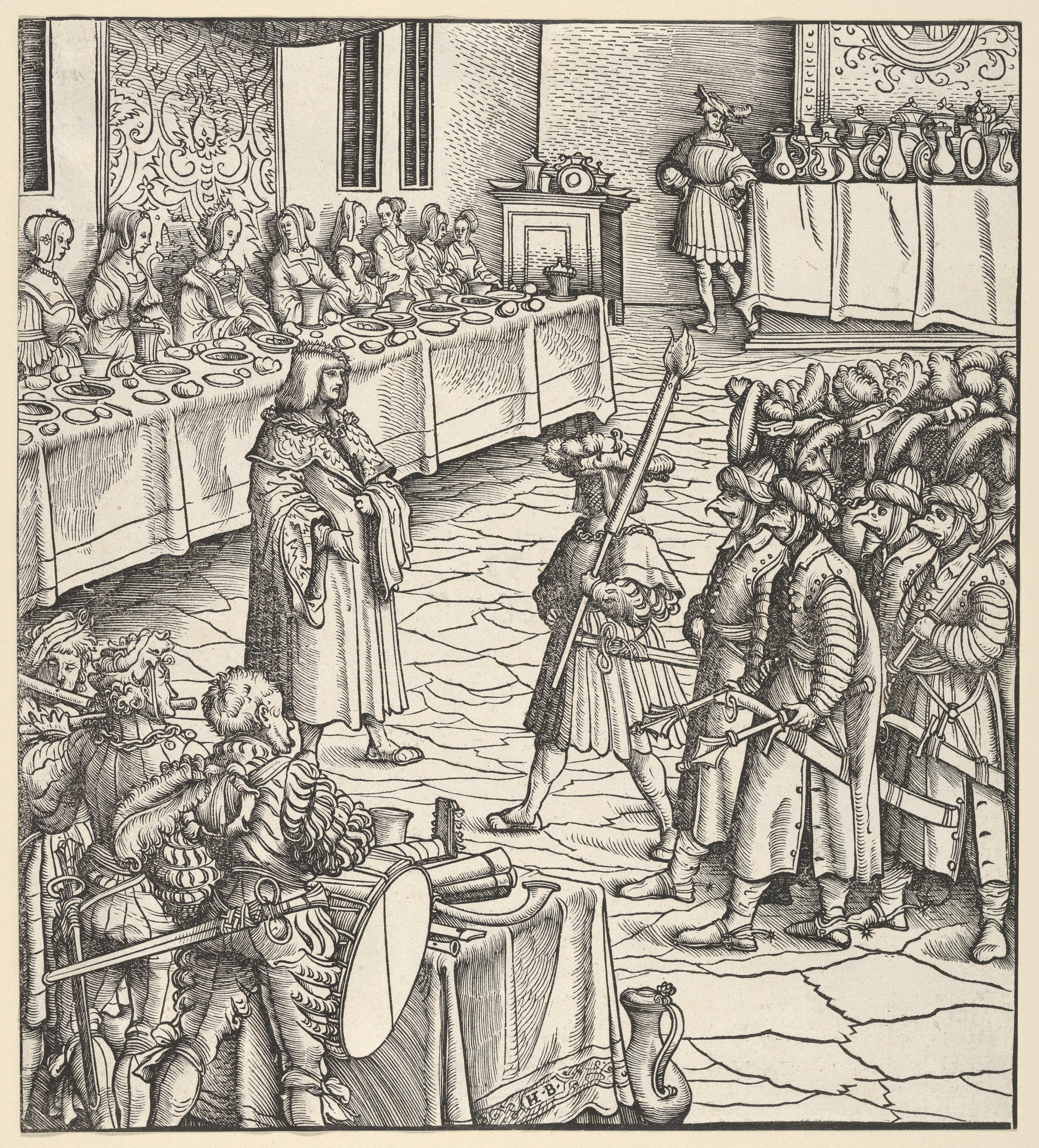
Маскарад с участием Белого короля

Произведение Der Weisskunig было написано на немецком языке и не было окончено. Оно было составлено с 1505 по 1516 год. После смерти Максимилиана в 1519 году, его внук, Фердинанд поручил секретарю деда Марксу Трайцзаурвайнусу завершить и отредактировать книгу, но она так и осталась незаконченной из-за смерти Трайцзаурвайнуса в 1527 году.
В дальнейшем рукопись пролежала до 1665 года. Её оригинал был обнаружен в замке Амброс около Инсбрука. Подготовка к изданию рукописи заняла около 100 лет. Её первое печатное издание с многочисленными комментариями вышло в свет только в 1775 году.
Книга содержала множество гравюр. Их авторами были знаменитые художники и гравюристы Ханс Бургмайр, Леонард Бек, Ханс Шойфелайн и Ханс Шпрингинкле. Максимилиан сам контролировал процесс выполнения гравюр. В издании «Weisskunig» 1985 года приведена 201 гравюра. Наиболее интересны гравюры книжного иллюстратора Ханса Бургмайра (1473—1531). На его гравюрах присутствуют инициалы «HG».

### Издание на русском языке
Первое и единственное (по состоянию на конец 2021 года) издание на русском языке было осуществлено в 2019 году издательским домом «Александр Севастьянов» тиражом 100 экземпляров. Переводчик Кирилл Левинсон, ответственный редактор Олег Кильдюшов. 

## Содержание

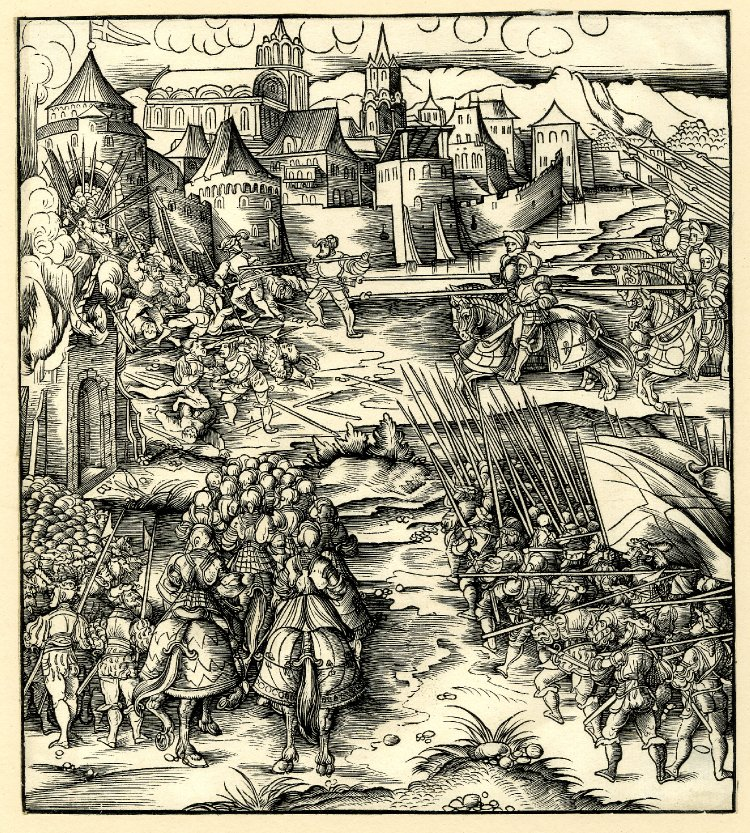
Штурм города под натиском конных рыцарей

Произведение Der Weisskunig сочетает в себе легенды с романтизированными биографиями". В основе книги лежит история жизни Максимилиана, представленного как Молодой Белый Король, и его отца — Старого Белого Короля, Фридриха III. В книге описывается их жизнь и взаимоотношения с современными им людьми К ним относятся Синий Король (король Франции), Зелёный Король (король Венгрии) и королевской рыбы (люди из Венеции).
В книге отмечен интерес Максимилиана к горному делу, плавке металлов. Так молодой Белый Король осваивает искусство добычи полезных ископаемых, овладевает нужными для этого навыками. Такое несвойственное рыцарям внимание к ремесленному производству объясняется тем, металлургия была связана с военным делом и изготовлением огнестрельного оружия, чем также интересовался Максимилиан. Много места в произведении «Weisskunig» уделено изготовлению огнестрельных орудий. Здесь подробно описывается литьё пушек, каждая из которых была произведением искусства. Из всех воинских искусств автор особенно интересовался артиллерийским делом. Максимилиан хоет усовершенствовать ядра и пушки и дать им имена, так «другой новый усиленный снаряд» был им назван «соловьем» («Nachtigaln») или «певицей» («Singerin») за то, что «пел жестокую песню…».
Молодой Белый Король любил рыцарские игры и принимал в них участие. Излюбленным ритуальным занятием короля была охота. Охота была в то время одним из основных занятий дворян, её использовали и для военных тренировок. Когда король охотился, то он приобретал навыки, необходимые для военной деятельности.
Книга разделена на три части: первая посвящена жизни Максимилиана отца; вторая часть начинается с рождения Максимилиана в 1459 году и заканчивается его женитьбой в 1477 году на Марии Бургундской, третья часть представляет описание деяний Максимилиана и взаимоотношений «юного белого короля» с правителями соседних государств. Эти взаимоотношения складывались в основном трагически: в 136 главах из 166 в третьей части описываются военные действия. Из военных операций наиболее полно описываются осада и штурм хорошо укреплённых городов.